# (10437) van der Kruit
(10437) van der Kruit (6085 P-L) – planetoida z grupy pasa głównego asteroid okrążająca Słońce w ciągu 3,65 lat w średniej odległości 2,37 j.a. Odkryta 24 września 1960 roku.